# Bataille de Callantsoog
Deuxième Coalition
Batailles
Guerre de la Deuxième Coalition
- St George's Caye (navale) (09-1798)
- Nicopolis (10-1798)
- Corfou (11-1798)
- Copenhague (navale) (04-1801)
- Algésiras (navale) (06-1801)

Campagne de Hollande
- Callantsoog (08-1799)
- Vlieter (08-1799)
- Zyp (09-1799)
- Bergen (09-1799)
- Alkmaar (10-1799)
- Castricum (10-1799)

Campagne de Suisse
- Ostrach (03-1799)
- Feldkirch (03-1799)
- 1re Stockach (03-1799)
- Frauenfeld (05-1799) (en)
- Winterthour (05-1799)
- 1re Zurich (06-1799)
- Schwytz (08-1799)
- Amsteg (08-1799) (en)
- Saint-Gothard (09-1799)
- 2e Zurich (09-1799)
- Linth (09-1799) (en)
- Muten (10-1799) (ru)
- Engen (05-1800)
- 2e Stockach (05-1800)
- Moesskirch (05-1800)
- Biberach (05-1800)
- Erbach (05-1800)
- Höchstädt (06-1800)
- Ampfing (12-1800)
- Hohenlinden (12-1800)

Campagne d'Égypte
- Malte 1 (06-1798)
- Malte 2 (06-1798)
- Alexandrie (07-1798)
- Chebreiss (07-1798)
- Pyramides (07-1798)
- 1re Aboukir (08-1798)
- Salheyeh (08-1798)
- Malte 3 (09-1798)
- Sédiman (10-1798)
- Caire (10-1798)
- Samanouth (01-1799)
- El Arish (02-1799)
- Syène (02-1799)
- Jaffa (03-1799)
- Saint-Jean-d'Acre (03-1799)
- Mont-Thabor (04-1799)
- 2e Aboukir (07-1799)
- Damiette (11-1799)
- Héliopolis (03-1800)
- 3e Aboukir (03-1801)
- Mandora (03-1801)
- Canope (03-1801)
- Fort Jullien (04-1801)
- Le Caire (06-1801) (en)
- Alexandrie (08-1801)

2e Campagne d'Italie
- Vérone (03-1799)
- Magnano (04-1799)
- Cassano (04-1799)
- Mantoue (04-1799)
- Bassignana (05-1799)
- 1re Marengo (05-1799) (en)
- Modène (06-1799) (en)
- Trebbia (06-1799)
- 2e Marengo (06-1799) (en)
- Novi 1 (08-1799)
- Rome (09-1799)
- Mannheim (09-1799) (en)
- Novi 2 (10-1799) (en)
- Genola (11-1799)
- Gênes (04-1800)
- Sassello (04-1800) (en)
- Fort Bard (05-1800)
- Verceil (05-1800)
- Turbigo (05-1800)
- Montebello (06-1800)
- 3e Marengo (06-1800)
- Pozzolo (12-1800)

La bataille de Callantsoog (également connue sous le nom de bataille de Groote Keeten) est un épisode de l'invasion anglo-russe de la Hollande qui a opposé des troupes de la République batave aux Britanniques le 27 août 1799. 

## La bataille
Le 26 août 1799 15 vaisseaux de ligne, 45 à 50 frégates, bricks et cutters et 130 bâtiments de transport viennent mouiller, depuis le pas du Texel jusqu'à Callantsoog.
Tous les bataillons de grenadiers et de chasseurs, commandés par le général Ralph Abercromby, débarquèrent le 27 août 1799 à 4 heures du matin. L'avant-garde anglaise ayant tenté de s'emparer des dunes, rencontra le général Daendels et engagea avec lui un combat vigoureux.
Tous les corps de la division Daendels se battirent. L'avant-garde des Anglais recevait continuellement des renforts et gagnait du terrain. Les troupes bataves ne pouvant empêcher leur débarquement, se battirent sur un terrain désavantageux jusqu'à 4 heures de l'après midi, et se retirèrent au Keeten, après avoir tué aux Anglais au moins 1 000 hommes. Les Britanniques réussissent néanmoins à créer une tête de pont,
Le général Daendels ordonna au commandant du Helder d'enclouer les canons et d'abandonner le fort, en se retirant par la digue du Koegras. 
Le général Daendels ayant avec lui environ 8 000 hommes conserva sa position jusqu'au 30 août 1799 puis il se retira sur Petten ou il pouvait recevoir  plus facilement des renforts qui se portaient de toutes parts vers le Nord-Hollande.

## Sources et bibliographie
- Histoire des batailles, sièges et combats des Français, depuis 1792 jusqu'en 1815, Tome 3
- (nl) C.R.T. Krayenhoff, Geschiedkundige Beschouwing van den Oorlog op het grondgebied der Bataafsche Republiek in 1799, University of Michigan Library, 1832, 528 p. (ISBN 1-151-60949-8) (version en ligne sur Google Books: )
- (en) Subaltern, The Campaign in Holland, 1799, W. Mitchell Publication, 1861, 36 p. (ISBN 1-151-60949-8, lire en ligne)
- Herman Willem Daendels : Rapport des opérations de la division du lieutenant général Daendels , depuis le 22 août jusqu'à la capitulation de l'armée angloise et russe, le 18 octobre 1799. An 5